# 오야 쓰바사
오야 쓰바사(일본어: 大屋 翼, 1986년 8월 13일 ~ )는 일본의 전 축구 선수이다.

## 구단 경력
그는 2009년부터 2019년까지 J리그의 비셀 고베, 파지아노 오카야마, 오미야 아르디자, 도쿠시마 보르티스, 가이나레 돗토리에서 활동하였다.